# Dwór w Sędzisławiu
Dwór w Sędzisławiu (niem. Schloss Ruhbank) – zabytkowy dwór  w miejscowości Sędzisław – wsi  w Polsce, w województwie dolnośląskim, w powiecie kamiennogórskim, w gminie Marciszów; w północnej części Kotliny Kamiennogórskiej, u podnóża góry Krąglak (około 693 m n.p.m.), w Obniżeniu Leska i Zimnej Wody, jego prawego dopływu.

## Opis
Późnobarokowy dwór wybudowany w 1785, kryty dachem czterospadowym. Jego budowniczym był Placidus Mundfering, 46 opat   cysterski z Krzeszowa, sprawujący swoją funkcję w latach 1768-1787. Budynek po wojnie był siedzibą szkoły. Nad portalem wejściowym znajduje się herb opactwa krzeszowskiego.

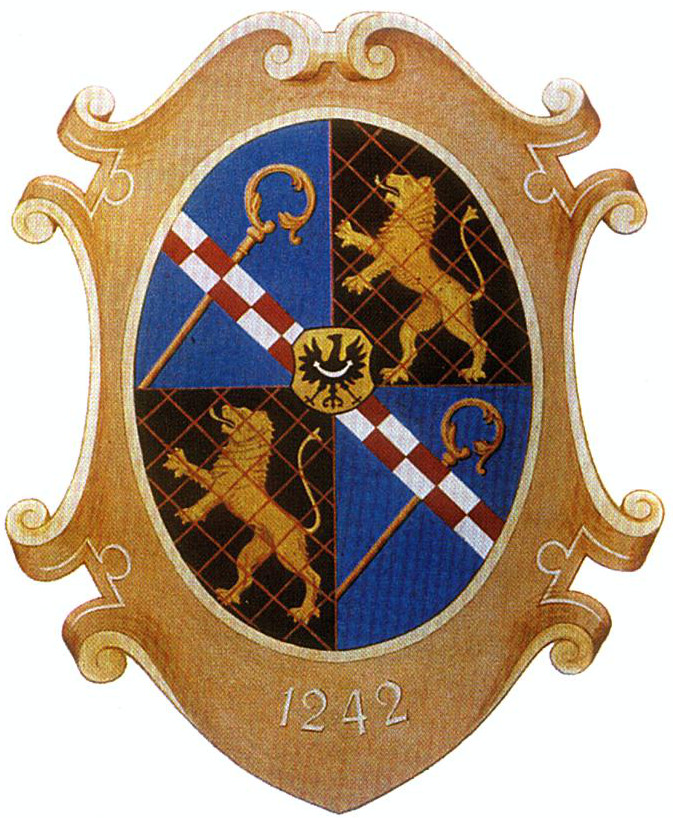
Herb opactwa (tarcza)